# Omorgus asper
Omorgus asper là một loài bọ cánh cứng trong họ Trogidae. Nó xuất hiện ở miền nam Hoa Kỳ và México.

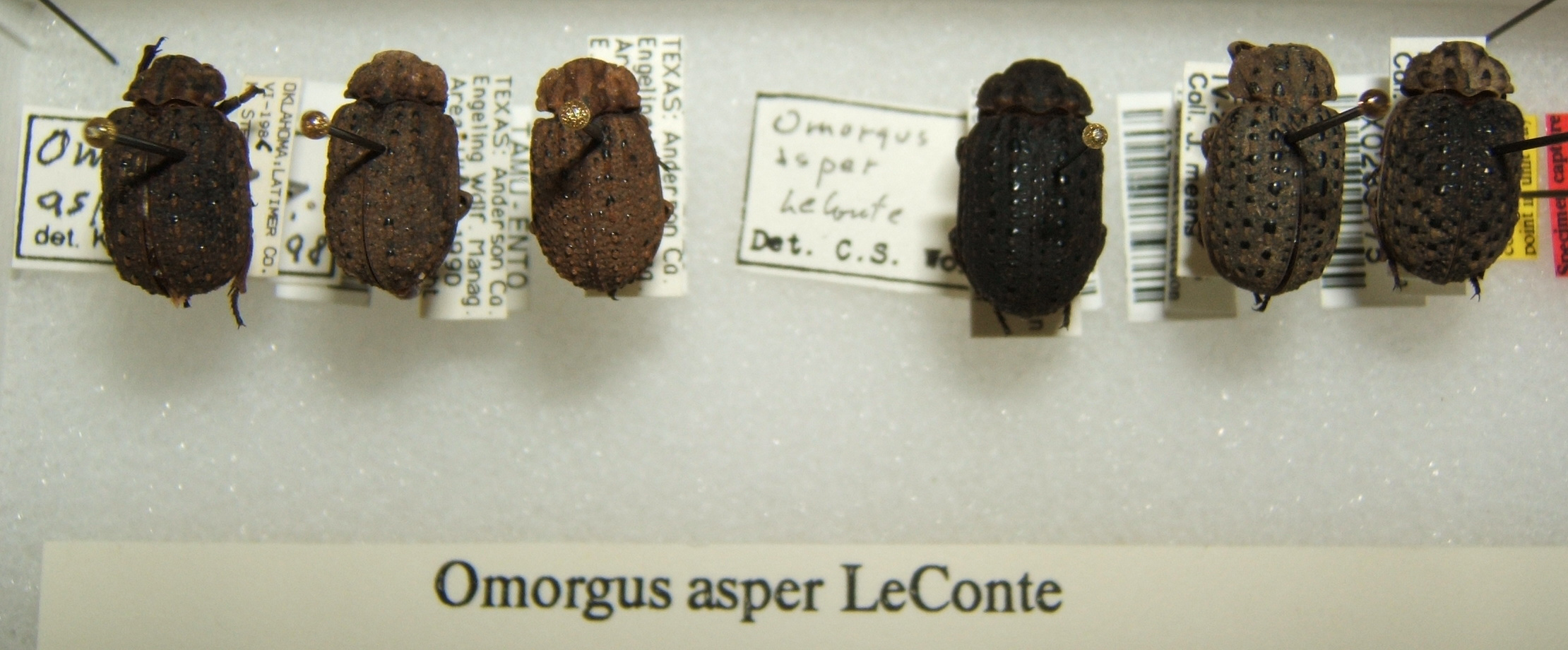
Omorgus asper